# Археологический музей Бурдура

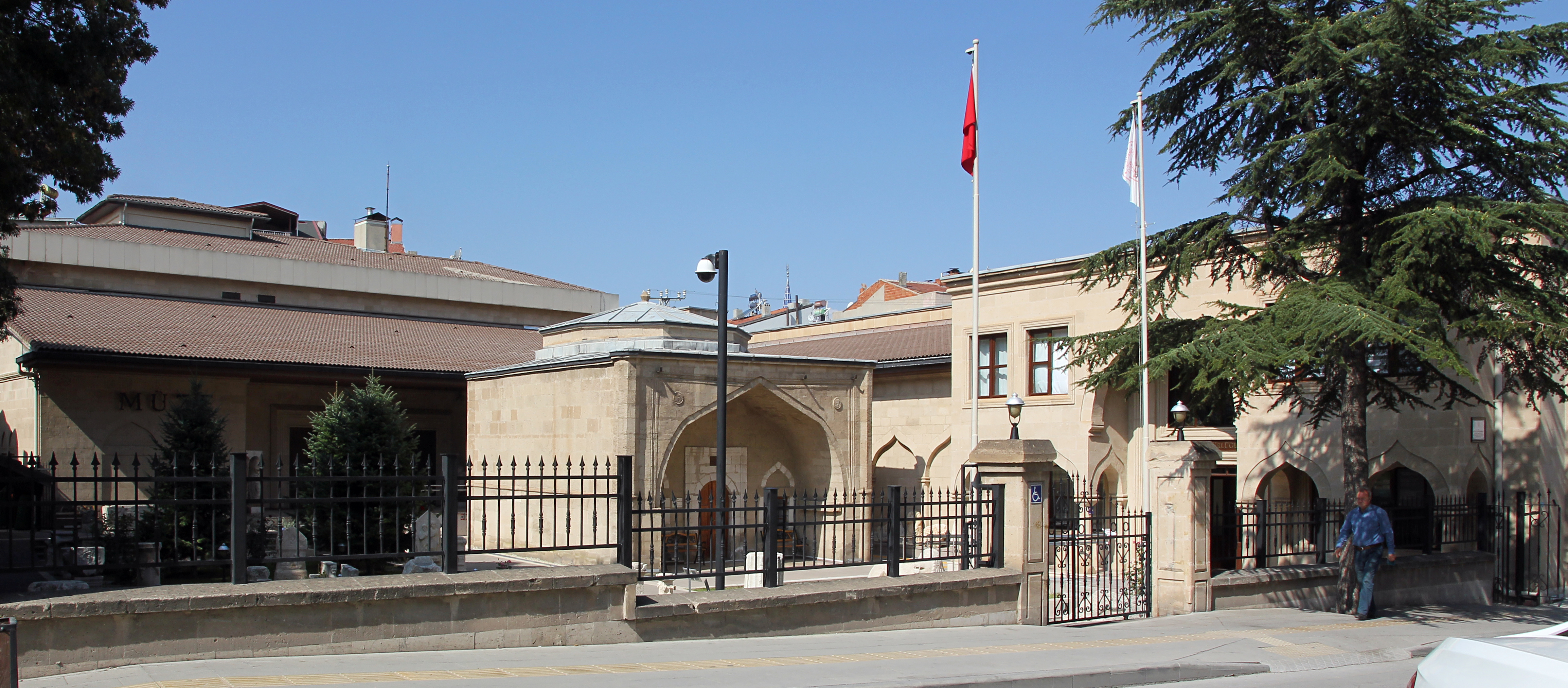
Археологический музей Бурдура (2019)

Археологический музей Бурдура (тур. Burdur Arkeoloji Müzesi ) расположен в столице турецкой провинции Бурдур на Halk Pazarı Caddesi. Среди экспонатов музея представлены важные находки из древних городов Sagalassos, Кремна и Kibyra.

## История
Археологические находки из окрестностей Бурдура первоначально были собраны в библиотеке - единственном здании, сохранившемся от более ранней школы Булдуроглу. На нынешнем месте музей был открыт в 1969 году.

## Экспозиция
Выставочные залы расположены на двух этажах и в саду. Экспонаты принадлежат разным периодам, от доисторических, эллинистических и римских времен до эпохи Османской империи. На первом этаже представлена впечатляющая коллекция скульптур. Самых значимых статуи из нимфея Сагалассоса и фриз танцующих девушек из местного герона. В собрании представлены несколько статуй из Кибиры и Кремны, а также фриз? с изображением гладиатора, из Кибиры. В музее также имеется коллекция эллинистических и римских урн. В витринах второго этажа посетители могут увидеть находки с раскопок Хаджилар, Куручай, Улупынар, Хёючек и Бубон. В коллекции музея имеется много монет и этнологических предметов.

В 1997 году в музее насчитывалось 52 941 экспонат, в том числе 18 521 археологический объект, 29 765 монет и 4655 этнографических экспонатов.

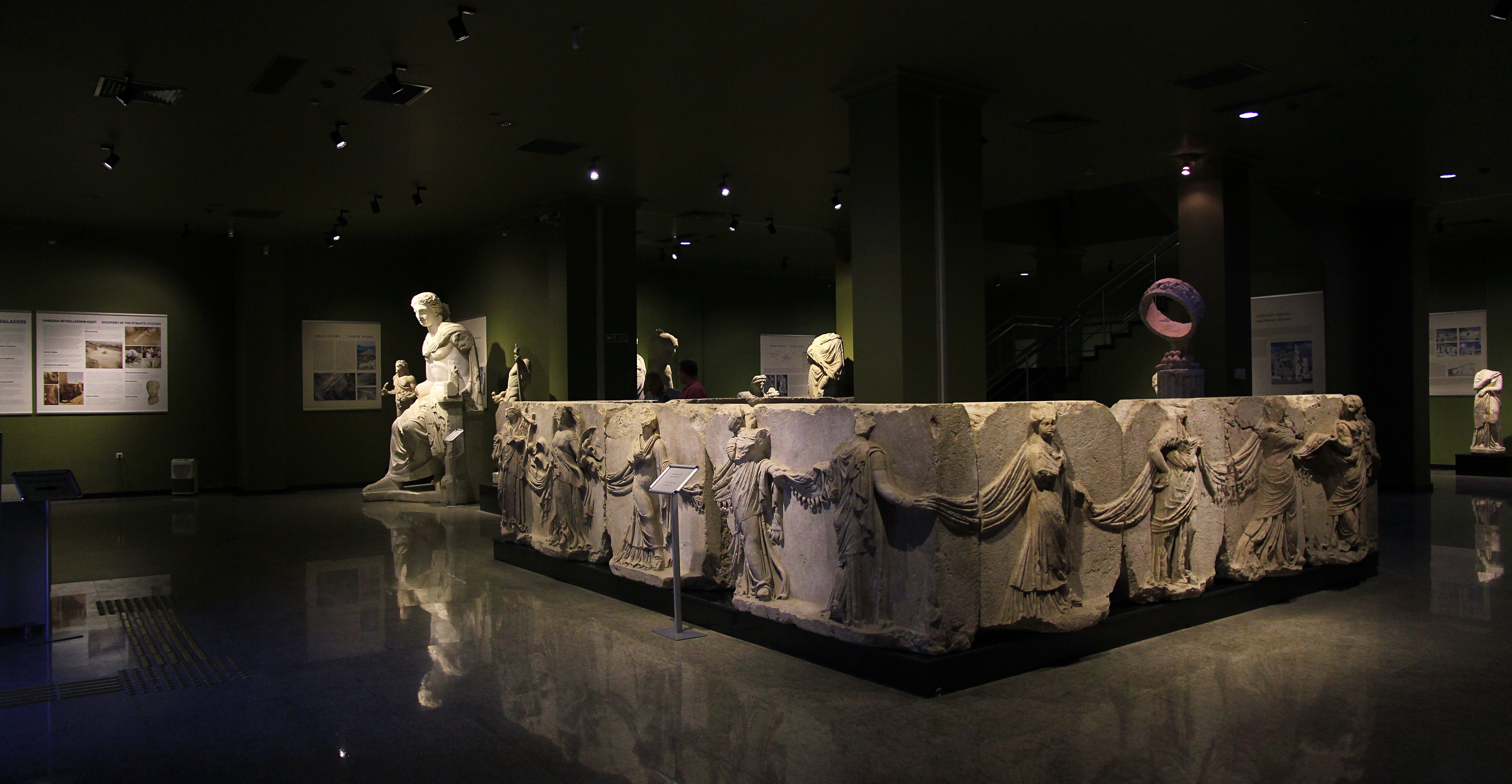
Фриз танцующих девушек из Сагалассоса
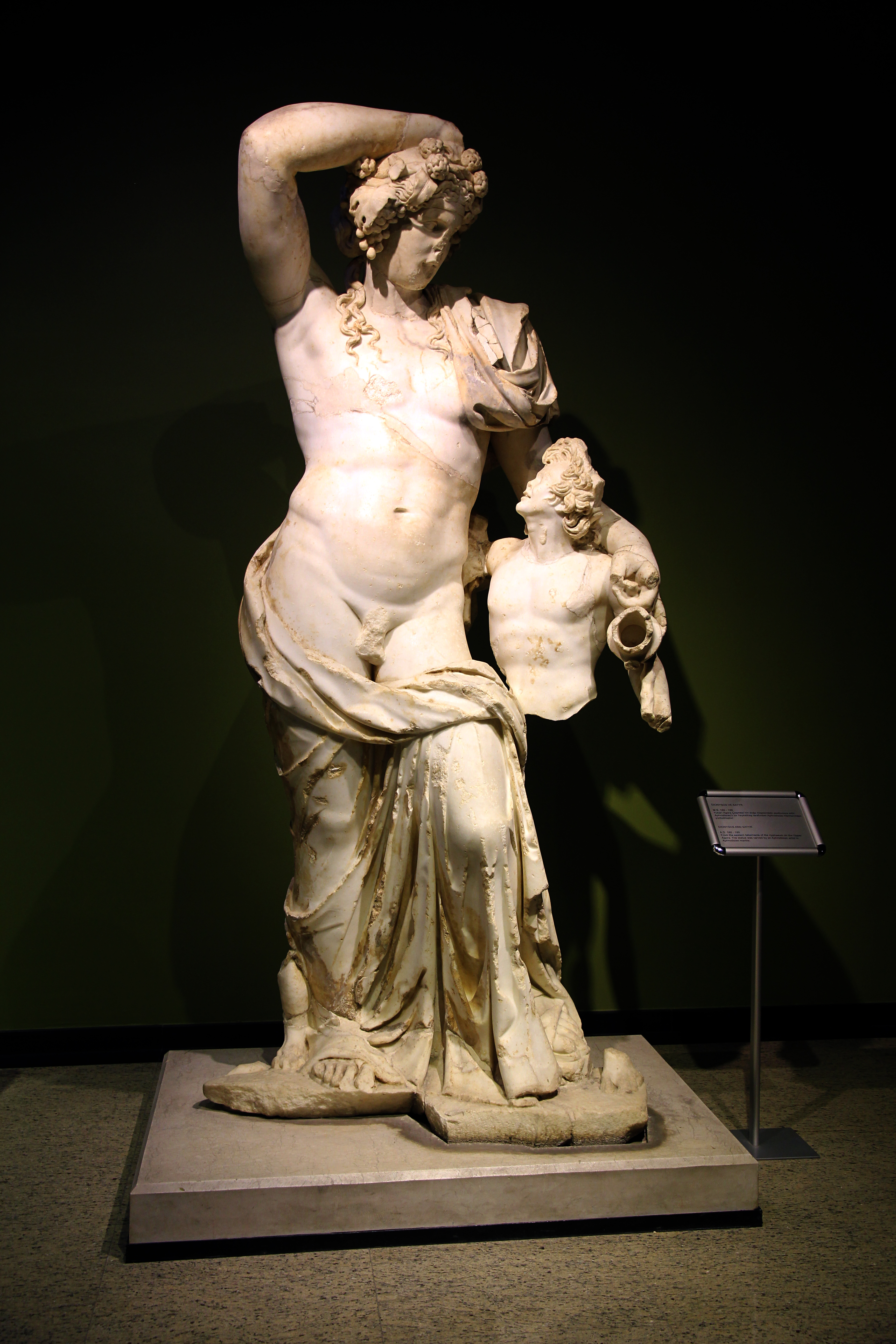
Дионис с сатиром из Сагаласса
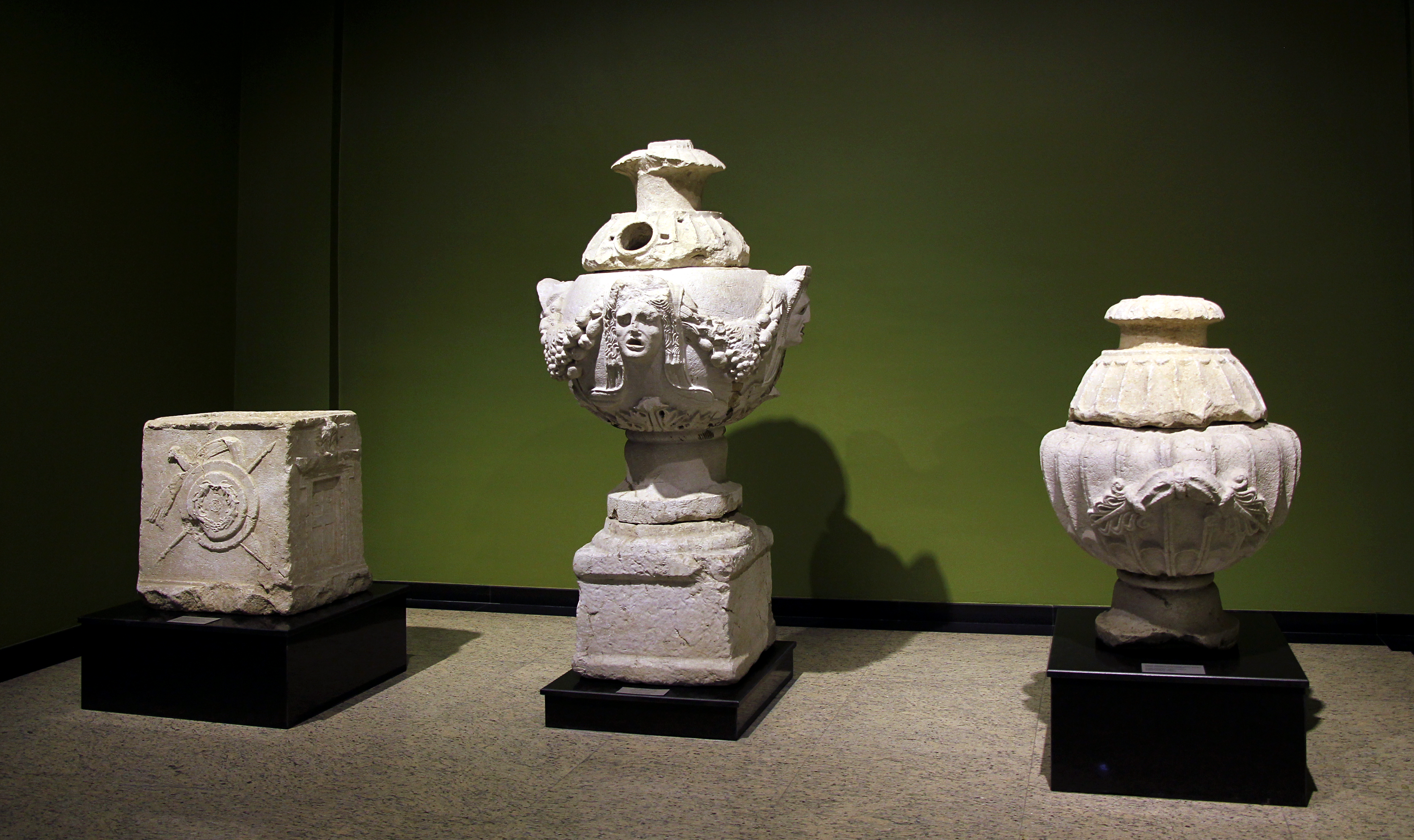
Римские урны
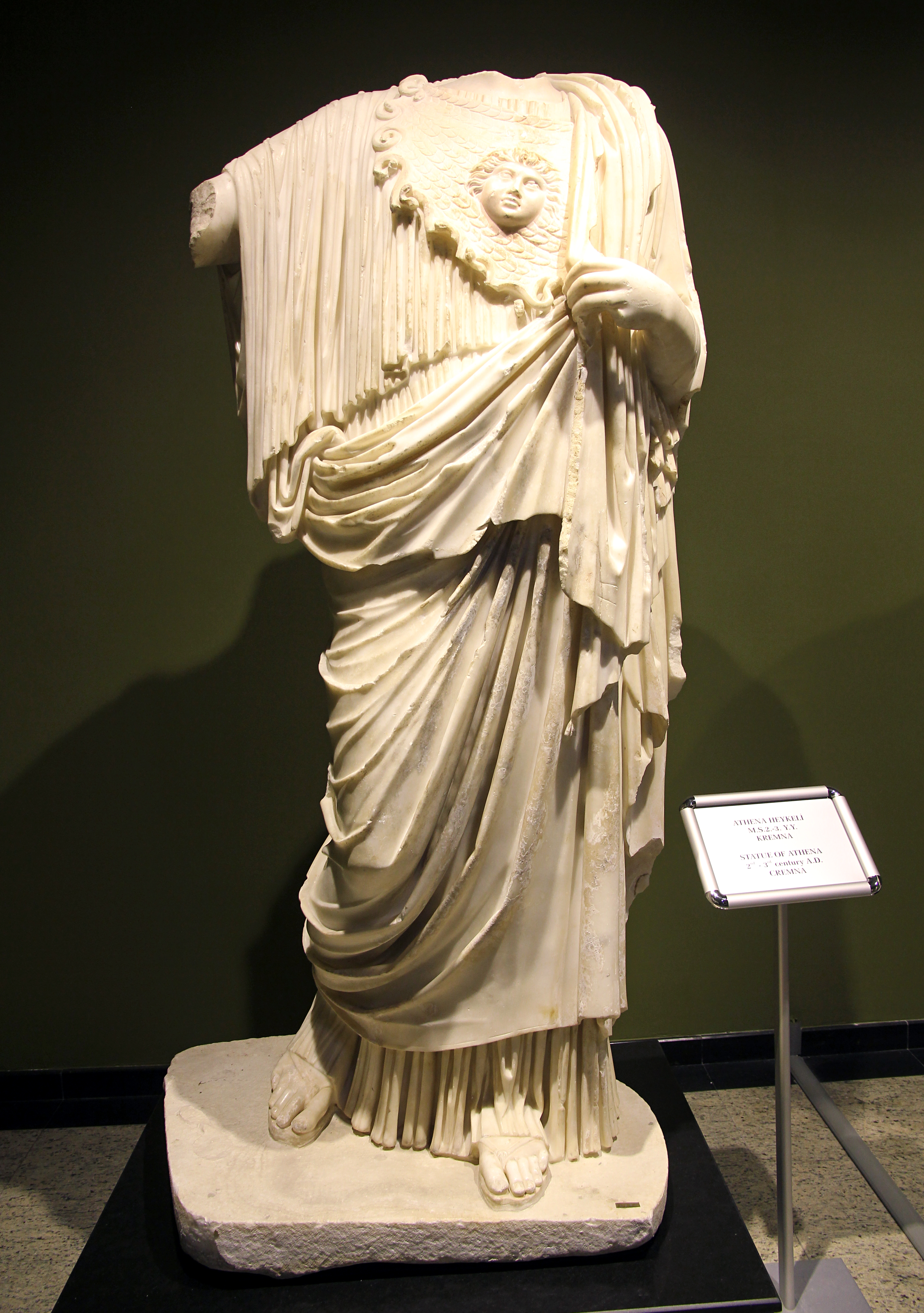
Статуя Афины из Кремны
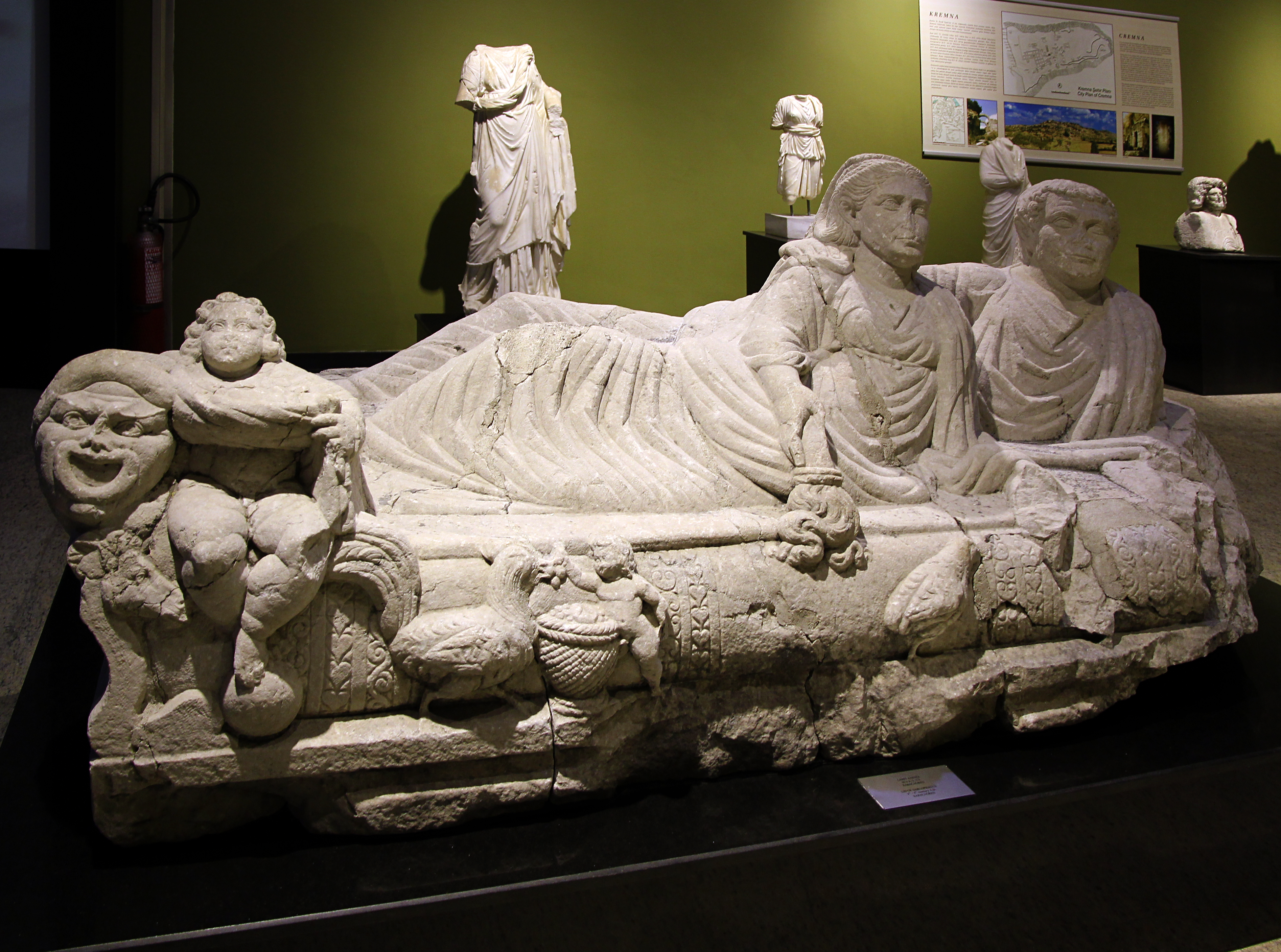
Крышка саркофага
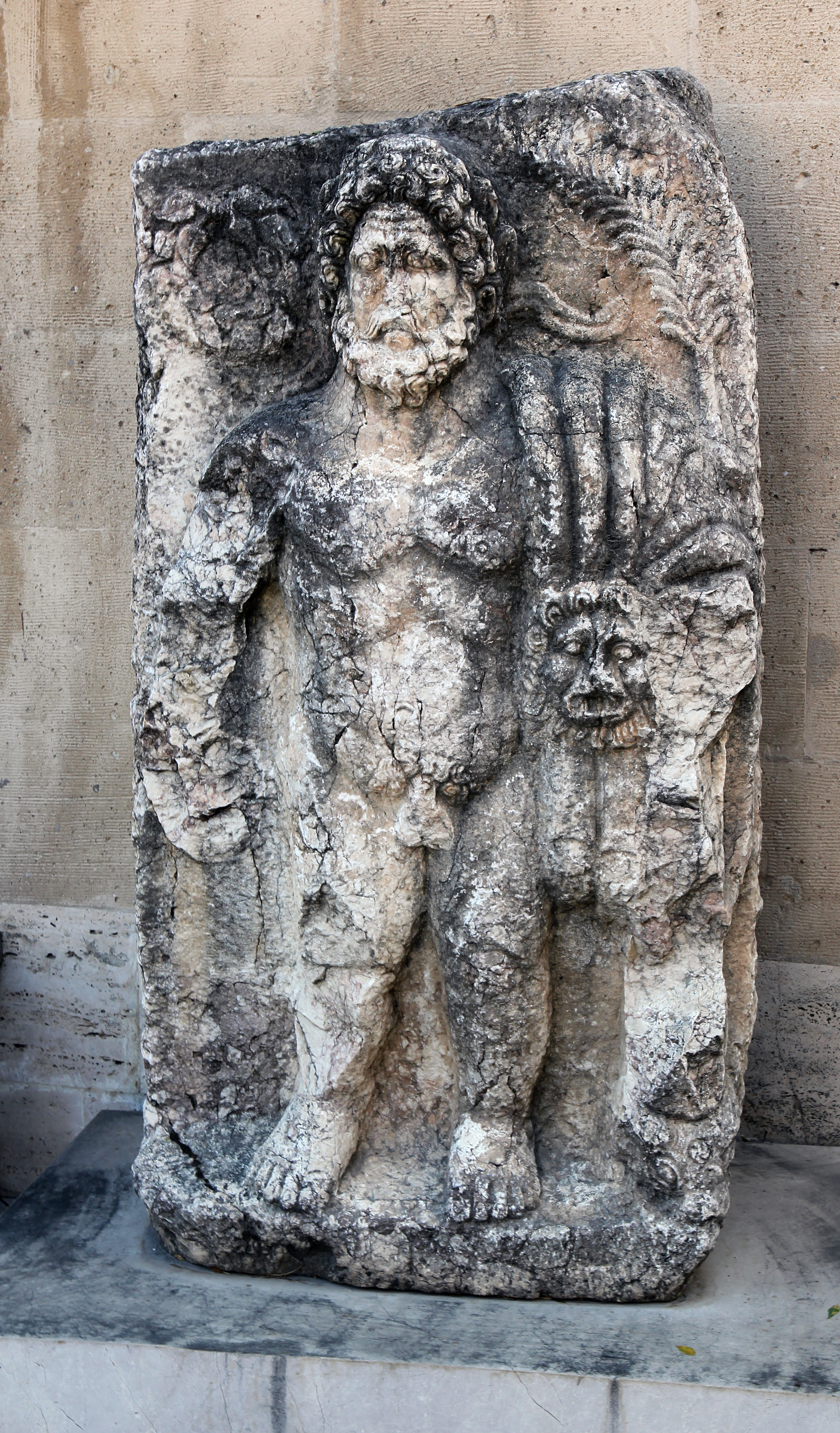
Рельеф Геркулеса на открытой площадке

37.71941666666730.286305555556 Koordinaten: 37° 43′ 9,9″ N, 30° 17′ 10,7″ O

## Веб ссылки
- Музей Бурдура
- Музей археологии Бурдура